# Terra (Tanxugueiras)
Terra è un singolo del gruppo musicale spagnolo Tanxugueiras, pubblicato il 21 dicembre 2021 su etichetta discografica Calaverita Records.

## Descrizione
Terra è cantato interamente in lingua galiziana, con unica eccezione per un verso chiave tradotto nelle varie lingue ufficiali della Spagna (spagnolo, catalano, basco e asturo-leonese), il cui significato è «non esistono confini», volto a celebrare l'universalità della musica. Il gruppo ha descritto il pezzo come un tributo alle pandereteiras, le donne che attraverso i secoli hanno mantenuto vive le tradizioni della musica galiziana.
Il 10 dicembre 2021 è stato annunciato che con Terra le Tanxugueiras avrebbero preso parte all'imminente edizione inaugurale del Benidorm Fest, rassegna musicale utilizzata come processo di selezione del rappresentante spagnolo all'annuale Eurovision Song Contest. Il singolo è stato pubblicato in digitale il successivo 21 dicembre ed è stato presentato dal vivo durante la prima semifinale del Benidorm Fest il 26 gennaio 2022, che ha visto le Tanxugueiras ottenere il secondo maggior punteggio della serata. Nella finale hanno ottenuto il massimo dei punti dal pubblico, ma un modesto punteggio da parte della giuria di esperti ha fatto sì che una volta sommati i punteggi si piazzassero al 3º posto.

## Tracce
Testi e musiche di Olaia Maneiro Argibay, Sabela Maneiro Argibay, Aida Tarrío Torrado e Iago Pico Freire.
1. Terra – 2:58

## Classifiche
| Classifica (2022) | Posizione massima |
| ----------------- | ----------------- |
| Spagna            | 7                 |